# EMI (モデル)
EMI（えみ、本名非公開、1978年3月11日 - ）は、芸能事務所インセントのモデル部門「イデア」に所属するファッションモデル。神奈川県出身。

## 来歴・人物
- アメーバスタジオ「EMI’s GIRLS TALK」ではMCを務める（2007年5月〜隔週日曜日）

2014年元旦、モデル・俳優の肥野竜也と結婚
、自身のブログで妊娠を発表。女児を出産している。

## 出演

### テレビドラマ
- 戦場のガールズライフ（2007年、ホームドラマチャンネル） - 杉本希奈子役
  - クラビット・アリーナ上でもブロードバンド配信
- ラッキーセブン（第9話 2012年3月12日、フジテレビ）

### 映画
- 阿修羅の如く（2003年）
- ネコナデ（2008年公開）
- イケメンバンク THE MOVIE（2009年公開）
- 腐女子彼女。（2009年公開）

### バラエティ番組
- クチコミ （2006年10月3日、TBS）
- 笑っていいとも!（2008年4月29日、2009年3月30日 フジテレビ）
- グータンヌーボ（2008年7月30日、関西テレビ）
- 『ぷっ』すま（2010年4月20日、テレビ朝日）
- おーすとりっぷ（2012年4月12日～7月5日、TBS）

### CM
- Panasonic 携帯「VIERA」（2008年3月 - ）
- マクドナルド「ピタマックタンドリーチキン」（2007年8月 - ）
- 扶桑社、JUNIE
- 集英社、non-no
- キャドバリージャパン、ホワイティーン （2004年）
- 女性の医学サイト「ルナルナ」 - 大塚愛と共演

### 雑誌
- mama girl
- non-no
- mina
- soup
- SEDA
- Spring
- JILL